# Konya (tartomány)
Konya tartomány Törökország legnagyobb területű tartománya, mely a Közép-anatóliai régióban található, székhelye Konya városa.  A szomszédos tartományok Ankara, Eskişehir, Afyon, Isparta, Antalya, Karaman, Mersin, Niğde és Aksaray.

## Körzetek
Konya tartományának 31 körzete van:
| - Ahırlı - Akören - Akşehir - Altınekin - Beyşehir - Bozkır - Çeltik - Cihanbeyli - Çumra - Derbent - Derebucak - Doğanhisar - Emirgazi - Ereğli - Güneysınır - Hadım | - Halkapınar - Hüyük - Ilgın - Kadınhanı - Karapınar - Karatay - Kulu - Meram - Sarayönü - Selçuklu - Seydişehir - Taşkent - Tuzlukçu - Yalıhüyük - Yeniceoba - Yunak |